# Jezioro Czerwone (Białoruś)
Jezioro Czerwone, Kniaź (biał. Возера Чырвонае, Князь) – jezioro na Białorusi w rejonie żytkowickim w obwodzie homelskim.
Jezioro Czerwone jest trzecim co do wielkości jeziorem Białorusi (po jeziorach Narocz i Oświejskim) oraz największym jeziorem w obwodzie homelskim. Znajduje się w dorzeczu rzeki Prypeć. Położone jest na wysokości 136,4 m n.p.m. Jezioro ma powierzchnię 40,80–43,8 km², a jego wymiary to 12,1 × 5,2 km. Jezioro jest płytkie – średnia głębokość wynosi tylko 0,7 m, zaś maksymalna 2,9–4 m. Długość linii brzegowej to 30 km. Zlewnia jeziora zajmuje obszar 280 km². Do jeziora wpada oraz wypływa z niego kilka kanałów.
Jezioro ma owalny kształt, lekko wydłużony z północnego zachodu na południowy wschód. Brzegi są niskie, zatorfione. Dno pokrywa sapropel. Wzdłuż północno-wschodniego i południowo-zachodniego brzegu dno jest piaszczyste i piaszczysto-muliste. Na południu jeziora znajduje się piaszczysta mielizna. Na jeziorze leży 5 wysp o łącznej powierzchni 0,06 km².
Mała głębokość jeziora oraz otwarty basen sprawiają, że rozkład temperatur w wodzie jest równomierny. Latem występuje zjawisko homotermii (jednolita temperatura w całym słupie wody). Jezioro zamarza od końca listopada do przełomu marca i kwietnia. Występuje wtedy deficyt tlenu zabijający ryby. Przy grubości lodu 50–60 cm pas wody w większości zanika i lód sięga do dna. Źródłem wody w jeziorze są prawie całkowicie opady atmosferyczne.
Jezioro i okolice jest miejscem gniazdowania ptaków, takich jak żuraw zwyczajny, bocian czarny, bielik zwyczajny, orlik krzykliwy, gadożer zwyczajny, puchacz zwyczajny, dzięcioł białogrzbiety. W lasach otaczających jeziora żyją m.in. zwierzęta, jak wydra, bóbr, ryś, wilk, żółw błotny, rzekotka drzewna, dzik, sarna, łoś, zając bielak, zając szarak, piżmak, wiewiórka, lis, kuna, tchórz, łasica, gronostaj, norka, jenot.
Wokół jeziora rosną lasy szerokolistne oraz iglaste (na suchych grzbietach wśród mokradeł), w których występuje wiele gatunków rzadkich roślin.
Na zachód od jeziora wydobywany jest torf, co zaburzyło w okolicy stosunki hydrologiczne. W miejscu dawnego wydobywania torfu powstały stawy, oddzielone zaporami, o głębokości 0,5 do 1,5 m. Sprzyja to gniazdowaniu ptaków wodnych.
Jezioro Czerwone i okoliczne stawy są wykorzystywane w rybołówstwie, w celach rekreacyjnych oraz jako źródło wody do nawadniania.